# Jorge Garbajosa
Jorge Garbajosa Chaparro Junior (Torrejón de Ardoz, 19 de dezembro de 1977) é um jogador de basquete espanhol aposentado e atual presidente da Federação Espanhola de Basquete.

## Carreira

### Europa
Garbajosa começou a carreira jogando no Taugres, entre  1995 e 2000. Na temporada 1998–99 liderou a vitória da equipe Copa del Rey de Baloncesto.

### NBA
Em 24 de julho de 2006 Garbajosa  assinou um contrato de 3 anos com o Toronto Raptors. no valor de 12 milhões de dólares. Garbajosa foi titular no ataque, vestindo a camisa de número 15. Na primeira metade da temporada Garbajosa levou os Raptors a superar a marca de 500 pontos, recebendo o título de Estreante no Mês pela Confederação Leste em dezembro de 2006.